# Дерижанова, Ирина Сергеевна
Ирина Сергеевна Дерижанова (8 августа 1937 года, Смоленск — 25 июля 2021, Ростов-на-Дону) — учёный-медик, доктор медицинских наук, профессор, «Отличник здравоохранения».

## Биография
Ирина Сергеевна Дерижанова родилась 8 августа 1937 года в городе Смоленске в многодетной семье патологоанатома, профессора С. М. Дерижанова (1898—1945). Её мать умерла, когда девочке было 2 года, а отец — в её 6 лет. Её приёмной матерью была ассистент кафедры патологической анатомии в Ростовского медицинского института Елена Александровна Кишкина. В годы войны семья была эвакуирована в г. Саратов, потом в Иваново.
В 1960 году Ирина Сергеевна Дерижанова успешно окончила Ростовский государственный медицинский институт (ныне Ростовский государственный медицинский университет). По окончании института два года работала патологоанатомом в городе Каменске Ростовской области.
Место дальнейшей работы: прозектор клиники Ростовского государственного медицинского института (РГМИ) (1962), преподаватель, ассистент, доцент кафедры патологической анатомии института.
В 1966 году защитила кандидатскую диссертацию, посвящённую изучению канцерогенеза — проблеме, впоследствии ставшей основной на кафедре. В 1989 году защитила докторскую диссертацию на тему: «Материалы к изучению патологической анатомии энтерохромаффинового аппарата желудочно-кишечного тракта и карциноидных опухолей различной локализации». Получила звание профессора. В 1990 году И. С. Дерижанова стала зав. кафедрой патологической анатомии Ростовского государственного медицинского университета.
С 1984 по 2010 год И. С. Дерижанова была научным руководителем студенческого научного общества РГМИ, редактором 12 сборников научных работ студентов и молодых учёных медицинского института.

## Научная деятельность
Под руководством профессора И. О. Дерижановой в институте было защищено 21 кандидатская и 2 докторские диссертации. Её учениками были около сотни граждан РФ, Сирии и Никарагуа.
В разное время И. С. Дерижанова была председателем Ростовского общества патологов, действительным членом Международной академии патологии; членом редакционного совета журнала «Архив патологии»; членом Всероссийской учебно-методической комиссии по преподаванию патологической анатомии, главным патологоанатомом Южного Федерального округа.

### Труды
И. С. Дерижанова является автором и соавтором около 400 научных работ и 3-х монографии.
- Опухоли диффузной эндокринной системы — карциноиды / И. С. Дерижанова; Отв. ред. Ю. Л. Перов; Сев.-Кавк. науч. центр высш. шк. — Ростов н/Д : Изд-во Рост. ун-та, 1991. — 285 с.; 21 см; ISBN 5-7507-0334-7. Отмечена премией им. Абрикосова.

В 2003 году издана книга о творчестве выдающегося патологоанатома России С. М. Дерижанове.
- Выдающийся патологоанатом России С. М. Дерижанов, 1898—1945 / И. С. Дерижанова. — Ростов-на-Дону, 2003. — 119 с.

## Награды и звания
- Знак «Отличник здравоохранения»;
- Медаль «За успехи в научно-исследовательской работе студентов»;
- Почётная медаль Р. Вирхова;
- Лауреат премии АМН СССР имени А. И. Абрикосова.